# Vampyronassa
Vampyronassa – rodzaj wymarłego głowonoga z rodziny Vampyroteuthidae. Gatunkiem typowym jest V. rhodanica, znana z około 20 skamieniałości datowanych na środkową jurę (dolny kelowej), znalezionych w La Voulte-sur-Rhône w latach 80. XX wieku. Holotyp i syntypy przechowywane są w Muzeum Historii Naturalnej w Paryżu. Został opisany w 2002 roku. Przynależność systematyczna Vampyronassa opiera się na stwierdzonych cechach charakterystycznych wampirzyc: ośmiu ramionach połączonych błoną, z rzędem przyssawek i zaopatrzonych w krótkie wyrostki (cirri), parze długich wyrostków (prawdopodobnie przekształconej parze ramion), parzystych płetwach, braku gruczołu czernidłowego, nieuwapnionym gladiusie, dobrze wykształconych oczach i dwóch dużych fotoforach. Przybliżona długość płaszcza wynosiła 38-50 (55) mm, długość całkowita 84 (92)-116 (130) mm.